# Orthocladius setosus
Orthocladius setosus är en tvåvingeart som beskrevs av Makarchenko 2006. Orthocladius setosus ingår i släktet Orthocladius och familjen fjädermyggor. Inga underarter finns listade i Catalogue of Life.